# Денисов, Владимир Геннадьевич
Влади́мир Генна́дьевич Дени́сов (род. 22 мая 1947, Горький) — советский фехтовальщик, двукратный чемпион СССР в личном зачёте, двукратный чемпион мира (1973, 1974), серебряный призёр Олимпийских игр (1972) в командных соревнованиях. Мастер спорта СССР международного класса (1972). Заслуженный мастер спорта России (2000). Президент Федерации фехтования Нижегородской области (1997—2008).

## Биография
Владимир Денисов родился 22 мая 1947 года в Горьком. Начал заниматься фехтованием в возрасте 12 лет под руководством Валерия Вилявина. В качестве своей специализации выбрал фехтование на рапирах. 
В 1972 и 1975 годах был чемпионом СССР в личном зачёте, в 1971–1979 годах входил в сборную СССР, в составе которой становился серебряным призёром Олимпийских игр в Мюнхене (1972) и двукратным чемпионом мира (1973, 1974) в командных соревнованиях.
В 1979 году завершил свою спортивную карьеру. В дальнейшем занимался тренерской и общественной деятельностью. В 1986–1990 годах был старшим тренером областного совета спортивного общества «Динамо». С 1997 по 2008 год возглавлял Федерацию фехтования Нижегородской области, на протяжении многих лет входил в исполком Федерации фехтования России.